# Сант'Аполинаре (Болоња)
Сант'Аполинаре (итал. Sant'Apollinare) је насеље у Италији у округу Болоња, региону Емилија-Ромања.
Према процени из 2011. у насељу је живело 2 становника. Насеље се налази на надморској висини од 190 м.